# Eva Olliwier
Eva Viola Elisabet "Ewa" Olliwier, posteriorment Lundqvist, (Estocolm, 13 de gener de 1904 – Estocolm, 7 d'agost de 1955) va ser una saltadora sueca que va competir a durant la dècada de 1920.
El 1920 va prendre part en els Jocs Olímpics d'Anvers, on va disputar la prova de palanca des de 10 metres del programa de salts. En aquesta prova guanyà la medalla de bronze en finalitzar rere Stefanie Clausen i Beatrice Armstrong.
Quatre anys més tard, als Jocs de París, finalitzà en quarta posició en la prova de trampolí de 3 metres, alhora que també participà en la prova de palanca des de 10 metres, ambdues del programa de salts.
El 1927 guanyà la medalla de bronze en la prova de palanca de 10 metres als Campionats d'Europa de Bolonya.